# Kenova
Kenova est une ville située sur les rives de la rivière Ohio, dans le comté de Wayne, dans l’État de Virginie-Occidentale, aux États-Unis. Lors du recensement de 2010, sa population s’élevait à 3 216 habitants. Sa superficie totale est de 4,4 km2 (1,7 mi2).
La ville fait partie de l’agglomération de Huntington (Virginie-Occidentale)-Ashland (Kentucky). Son nom est un mot-valise des noms de trois États : Kentucky-Ohio-West Virginia.